# 紫綬褒章

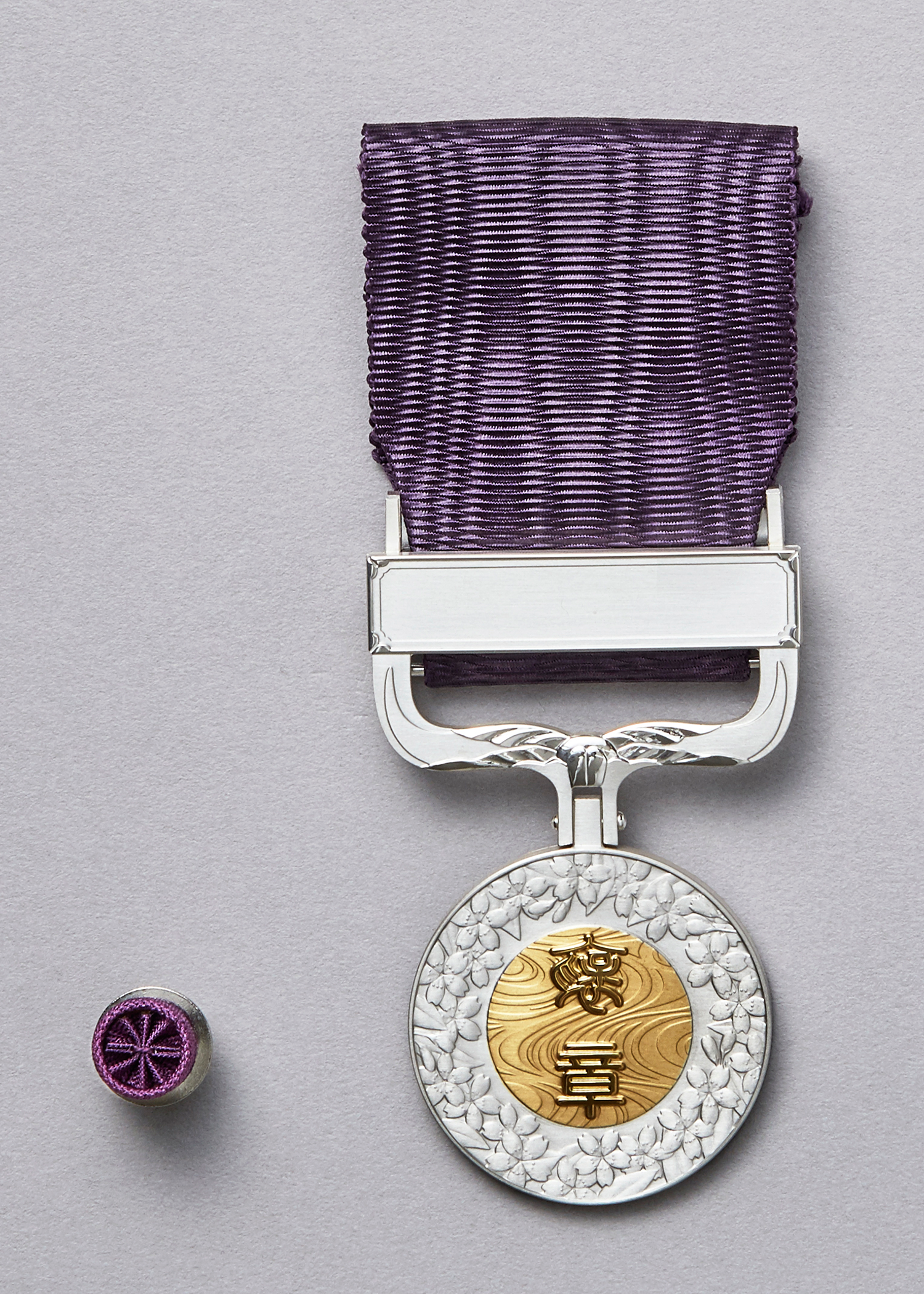
紫綬褒章

紫綬褒章（日語：紫綬褒章）是日本政府所頒發的褒章之一，授予學術、藝術、運動領域中貢獻卓著的人。於1955年1月23日制定（政令7號），每年分別在春秋兩季在東京都頒發。

## 說明
授予「在科學技術領域取得發明與發現，以及在學術、體育、藝術文化領域取得卓越成就的人（日語：科学技術分野における発明・発見や、学術及びスポーツ・芸術文化分野における優れた業績を挙げた方）」。
自2003年秋季起，取消原先50歲以上的獲獎限制。

## 外部連結
- （日語） 褒章の種類 （页面存档备份，存于），內閣府對於褒章的說明。